# 美國海軍戰鬥機武器學校

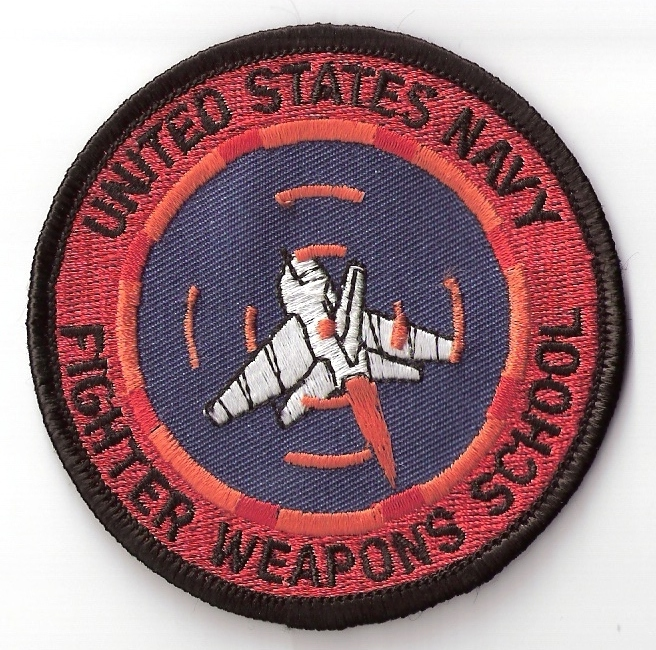
战斗机武器学校毕业生刺绣章

美國海軍攻擊戰鬥機戰術教學計劃（United States Navy Strike Fighter Tactics Instructor program），前稱美国海军战斗机武器學校，是美国海军于1969年3月3日在加利福尼亚州米拉马海军航空站（现为米拉马海军陆战队航空站）建立、旨在培养海军飞行员空战技能的学校，现已并入位于内华达州法隆海军航空站的美国海军空中打击与作战中心，成为该中心的「美国海军攻击战斗机战术教学计划」。

## 历史
美国海军战斗机武器学校经海军司令指示，于1969年3月3日在加利福尼亚州米拉玛海军航空站建立。
学校的建立是弗兰克·奥尔特上尉于1968年发表的一篇研究报告产生的直接结果。由海军司令提议，奥尔特对越南战争中空对空导弹空战的失败原因进行了研究。滚雷行动中，美军在一百万飛行架次中损失了将近1000架飞机。对于滚雷行动中的损失，空军和海军得出了截然相反的结论，美国海军认为：飞行人员对空中格斗技巧的缺乏是问题的根源；空军则认为：因为对尾部敌机的观察不足导致了空战损失，而不是技术问题。 
对于F-8“十字军战士”飞行员圈子来说，奥尔特报告的结论并不新奇，因为他们自1965年滚雷行动开始时就一直在为空战机动训练进行游说。
奥尔特报告建议建立一所“高级飞行员武器学校”以在整个海军中复兴并传播空中格斗的技巧。最初学校配备了许多F-8飞行员作为讲师，编入了驻扎在米拉玛的VF-121“标兵”中队指挥。VF-121中队是一支装备F-4幽靈式战斗机的后备中队，它为美国海军太平洋舰队一线作战单位提供合格的飞行人员和地勤人员。该中队在资金和可用资源相对较少的情况下从零开始建立教学大纲，当需要进行实际操作时则向上级和平行其他单位借用飞机。
学校的目标是：通过非同型战机间空战训练（简称DACT），为精选的舰载机飞行人员开发、改良并传授空中格斗战术和技术。DACT使用假想敌机进行训练，现在DACT已经广泛应用。当时美军的主要敌机为俄制MiG-17“壁画”亚音速战斗机和MiG-21“鱼窝”超音速战斗机。
最开始学校使用A-4“天鹰”攻击机和向美国空军借用的T-38教练机“鹰爪”教练机分别模拟MiG-17和MiG-21。与此同时学校也借用过美国海军陆战队驾驶的A-6“入侵者”攻击机和美国空军F-106“三角标”战斗机。不久之后T-38教练机被F-5“自由斗士”战斗机取代。
曾经有一名英国作家声称：一队毕业于英国皇家海军空战学校的教员在武器学校建立初期做出了贡献。 . 
参加美国海军战斗机武器学校培训的飞行人员都挑选自前线单位。毕业后，他们将返回原单位以将所学知识传授给其他飞行员。
在对北越轰炸的间歇期中，学校确立了其在空战理论、空战战术和空战教学的中心地位。在对北越空中行动恢复时，大部分海军飞行中队都拥有来自武器学校的毕业生。据海军称，学校培训的效果十分明显，海军对北越空军作战中的战损交换比从3.7:1（1965-1967）猛增到13:1（1970年以后）。而据本杰明·拉贝斯的《美国空中力量的转型》记载，没有类似培训的空军飞行员，在恢复轰炸后则承受了较以前更加严重的战斗损失。
空战的成功为空中格斗训练学校争取到了资金，最终使学校成为一个独立的单位并获得了自己的飞机、人员和资产。一些在对北越作战中获得战绩的优秀毕业生返回学校成为教员，其中包括迈克基瓮、杰克·恩史和越战中的首批王牌飞行员“公爵”坎宁汉和威利·德里斯考尔。
20世纪70年代和80年代时，海军更新了F-14“雄猫”战斗机和F/A-18“大黄蜂”战斗攻击机作为主力舰载战斗机，学校也相应对学员飞机进行调整，而教员在保留A-4和F-5飞机的同时采用了F-16“战隼”战斗机以更好的模拟苏联第四代MiG-29“支点”战斗机和Su-27“侧卫”战斗机的特性。不过高强度的飞行导致这批定制的F-16N战斗机很快出现了机身裂纹，最终导致了F-16N的退役。
因为20世纪90年代蘇聯瓦解，冷战结束，学校对教学大纲进行修订，将空对地打击任务列为重点以配合海军对F-14和F-18战斗机的多用途转型。学校也退役了A-4攻击机和F-5战斗机，换装F-14和F-18战斗机。1996年，米拉玛航空站被移交给美国海军陆战队，同时战斗机武器学校并入位于内华达州法隆海军航空站的美国海军打击与空中作战中心。现在学校的教员使用F/A-18A/B/C“大黄蜂”战斗攻击机和F-16A/B“隼”（为巴基斯坦空军购买，因贸易制裁未能交货）战斗机进行教学。

## 类似学校

### 美国空军
美国空军中的类似学校为“美国空军武器学校”（原稱“美国空军战斗机武器学校”），该学校在内华达州内里斯空军基地开展大规模的战术演练（参见红旗演习）。

### 加拿大
加拿大空军410中队每年在阿尔伯塔省冷湖基地进行一次战斗机武器培训课程，课程持续3个月，使用CF-18“大黄蜂”战斗机，每次招收8名学员。

## 流行文化
美国海军战斗机武器学校（俗稱TOP GUN）因1986年和2022年由湯姆·克魯斯主演的同名电影和其續集而闻名。但若是有人在學校裏引用這部電影的內容，他馬上會被罰款現金5美元，因為這被視為與學校內講究專業精神的氛圍相牴觸。